# Acrospermum
Acrospermum is een geslacht van schimmels behorend tot de familie Acrospermaceae. 

## Soorten
Volgens Index Fungorum telt dit geslacht 28 soorten (peildatum januari 2023):
| Soortnaam                                            | Auteur(s)                                   | Publicatiejaar |
| ---------------------------------------------------- | ------------------------------------------- | -------------- |
| Acrospermum adeanum (Mosstengeltongetje)             | Höhn.                                       | 1923           |
| Acrospermum antennariicola                           | Speg.                                       | 1923           |
| Acrospermum bromeliacearum                           | Theiss.                                     | 1914           |
| Acrospermum chilense                                 | Minter, Peredo & A.T. Watson                | 2007           |
| Acrospermum compressum (Draadsporig stengeltongetje) | Tode                                        | 1790           |
| Acrospermum coniforme                                | Speg.                                       | 1909           |
| Acrospermum cuneolum                                 | Dearn. & House                              | 1925           |
| Acrospermum cylindricum                              | Vahl                                        | 1792           |
| Acrospermum daphniphylli                             | I. Hino & Katum.                            | 1963           |
| Acrospermum elmeri                                   | Syd. & P. Syd.                              | 1913           |
| Acrospermum erikssonii                               | Nograsek                                    | 1990           |
| Acrospermum fluxile                                  | Fr.                                         | 1818           |
| Acrospermum gaubae                                   | Petr.                                       | 1955           |
| Acrospermum gorditum                                 | Sundue, V.P. Doyle, O. Hudson & M. Buchholz | 2019           |
| Acrospermum graminum (Grasstengeltongetje)           | Lib.                                        | 1830           |
| Acrospermum kirulisianum                             | Kirschst.                                   | 1935           |
| Acrospermum latissimum                               | Syd. & P. Syd.                              | 1912           |
| Acrospermum leucocephalum                            | Sundue, V.P. Doyle, O. Hudson & M. Buchholz | 2019           |
| Acrospermum longisporium                             | Jayasiri, E.B.G. Jones & K.D. Hyde          | 2018           |
| Acrospermum maxonii                                  | Farl.                                       | 1920           |
| Acrospermum ochraceum                                | Syd. & P. Syd.                              | 1907           |
| Acrospermum pallidulum                               | Kirschst.                                   | 1938           |
| Acrospermum parasiticum                              | Syd. & P. Syd.                              | 1911           |
| Acrospermum puiggarii                                | Speg.                                       | 1918           |
| Acrospermum savulescui                               | Racov.                                      | 1941           |
| Acrospermum syconophilum                             | Speg.                                       | 1912           |
| Acrospermum urticae                                  | D. Pem, Camporesi & K.D. Hyde               | 2020           |
| Acrospermum viticola                                 | Ikata & Hitomi                              | 1931           |